# باشگاه فوتبال ملوان نوین بندر انزلی
باشگاه فوتبال ملوان نوین بندر انزلی یک باشگاه فوتبال ایرانی است که در بندر انزلی بنانهاده شده‌است. این تیم که تیم دوم باشگاه فوتبال ملوان بندر انزلی است، هم‌اکنون در جام گیل حضور دارد.
این تیم در جام حذفی فوتبال ایران ۹۶–۱۳۹۵ نیز شرکت داده‌شد.